# Professional Windsurfers Association

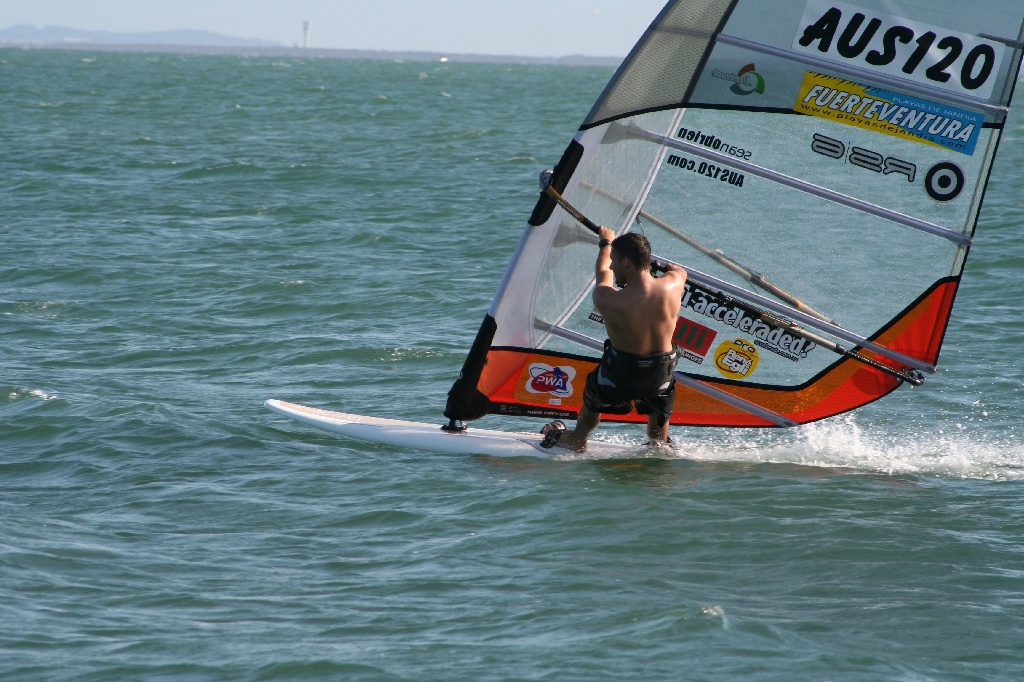
Adepte de la planche à voile (windsurfer) au déjaugeage (planing)

La Professional Windsurfers Association (PWA) est une association américaine qui organise et juge les épreuves de planche à voile ou windsurf à un niveau international. Son objectif est de promouvoir le véliplanchisme au travers de différentes disciplines.

## Histoire
La plupart des membres actuel de la PWA sont d'anciens coureurs.

## Épreuves
Les cinq disciplines représentées étaient jusqu'à présent : Wave, Freestyle, Slalom, Super X et Indoor. Depuis trois ans, il n'y a plus que Wave, Slalom et Freestyle (bien que les indoors recommencent chaque année depuis 2015).
Les spots les plus rencontrés en compétition sont les suivants :
- Mui Ne, Vietnam
- Podersdorf, Autriche
- Ulsan, Corée
- Catalogne, Espagne
- Bonaire
- Aruba
- Costa Teguise, Lanzarote, Îles Canaries, Espagne
- Pozo Izquierdo, Îles Canaries
- Tenerife, îles Canaries
- Sotavento Fuerteventura, Îles Canaries
- Alacati, Turquie
- Klitmøller, Danemark
- Sylt, Allemagne
- La Torche, France

### Slalom
Le slalom est une discipline de vitesse, consistant à effectuer des parcours légèrement abattus avec des jibe (empannage) autour d’environ 3 à 5 bouées. Les coureurs partent par poule ou en flotte pour des manches assez courtes qui durent entre 4 et 8 minutes.
Lors d'une étape PWA, plusieurs manches de slalom peuvent être courues, le vainqueur de l'épreuve est le/la windsurfer ayant cumulé les meilleurs résultats lors de ses manches. 
Le fonctionnement d'une manche est le suivant : les coureurs sont répartis dans un tableau d'élimination par poule de 8. 
Une fois la poule lancée et courue, les coureurs sont classés de 1 à 8 dans l'ordre d'arrivée. Les 4 premiers passent au tour suivant, tandis que les 4 derniers sont éliminés de la manche, ainsi de suite jusqu'aux demi finales.
A ce stade, il reste donc 16 coureurs répartis en deux poules, les 8 meilleurs rejoindront la finale "gagnante", les autres seront basculés en finale "perdantes". 
Ce fonctionnement permet de mieux distribuer les points qui permettront de déterminer les scores en fin d'épreuve. 

### Vague

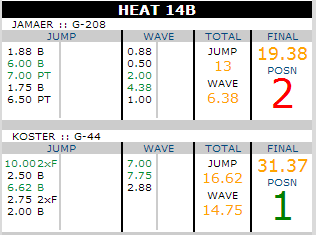
Live-Scoring Leon Jamaer vs. Philip Köster, Worldcup Cold Hawaii 2013, Klitmøller

Épreuve d'expression réalisée sur un spot de vagues et dont l'objectif est de marquer le plus de points en réalisant des figures, aériennes ou non, dont la qualité varie selon la qualité des mouvements, le style, la hauteur et la réception. Deux catégories de figures sont répertoriées : les figures de saut (face à la vague) et les figures de surf (ou waveriding, c'est-à-dire en surfant la vague).

#### Figures de saut
- Forward Loop (variantes : double forward loop, table forward, duck forward sans compter les "1 pied" ou "une main")
- Front Loop (variantes : double front loop, voir triple d'ici quelques années... et late front)
- Backloop (variantes : sans les mains, une main, un pied, une main un pied, etc.)
- Pushloop (variantes : table-push, push-forward et double pushloop)
- Table top (variantes : eagle wing et variantes en "table" cités précédemment)
- Hight Jump
- Figures (moins connues) de freestyle de plus en plus tolérées tolérées en vagues (ex : shaka, goyter en passage de vague, etc.)

#### Figures de surf (ou waveriding)
- Surf frontide
- Surf backside
- Aerial frontside ou backside (variantes (dangereuses) : aerial to backloop, aerial to forward, etc.)
- 360
- Taka
- Shaka
- Goyter (posé dans la vague)
- Figures de freestyle diverses exécutées dans la vague...

### Freestyle
Épreuve d'expression consistant à executer une grande variété de figures aériennes sur plan d'eau parfaitement plat (on dit : flat) ou agité voir houleux. La difficulté de cette discipline réside dans l'impulsion, le passage de voile à contre, la navigation pieds inversés et le risque de blessures important.

## Classement
| Épreuve   | Nom                    | Photo |
| --------- | ---------------------- | ----- |
| slalom    | Björn Dunkerbeck       |       |
| vagues    | Philip Köster          |       |
| freestyle | Steven Van Broeckhoven | -     |